# Elecciones estatales de Colima de 2006
Las elecciones estatales de Colima de 2006 tuvieron lugar el domingo 2 de julio, simultáneamente con las Elecciones presidenciales, en ellas se renovaron los siguientes cargos de elección popular en el Estado mexicano de Colima:
- 10 Ayuntamientos: Compuestos por un Presidente Municipal y regidores, electos para un periodo de tres años no reelegibles de manera inmediata.
- 25 diputados al Congreso del Estado: 16 electos de manera directa por cada uno de los distritos electorales y 9 por un sistema de listas bajo el principio de representación proporcional.

## Resultados federales: presidente
|  | 41.80 % |

|  | 29.70 % |

|  | 23.80 % |

|  | 0.60 % |

|  | 2.10 % |

|  | 0.30 % |

|  | 1.80 % |

|  | 100.00 % |

### Ayuntamientos
| Partido/Alianza                                        | Municipios |
| ------------------------------------------------------ | ---------- |
| Partido Acción Nacional                                | 2          |
| Alianza por México (PRI, PVEM)                         | 8          |
| Coalición Por el Bien de Todos (PRD, PT, Convergencia) | 0          |
| Partido Alternativa Socialdemócrata y Campesina        | 0          |
| Partido Nueva Alianza                                  | 0          |

#### Ayuntamiento deColima
- Mario Anguiano Moreno  Hecho

#### Ayuntamiento deManzanillo
| Partido/Alianza | Partido/Alianza                                 | Candidato                      | Votos  | Porcentaje |
| --------------- | ----------------------------------------------- | ------------------------------ | ------ | ---------- |
|                 | Partido Acción Nacional                         | Virgilio Mendoza Amezcua Hecho | 27,296 | 46.7       |
|                 | PRI, PVEM y Nueva Alianza                       | Alejandro Meillón Galindo      | 25,043 | 42.9       |
|                 | PRD-Convergencia                                | Alfredo Woodward Rojas         | 3,607  | 6.2        |
|                 | Partido del Trabajo                             | Homero Gamaliel                | 935    | 1.6        |
|                 | Partido Alternativa Socialdemócrata y Campesina | Jaime Ramiro Campos Castillo   | 366    | 0.6        |
|                 | Asociación por la Democracia Colimense          |                                | 401    | 0.1        |
|                 | Nulos                                           | Nulos                          | 1,195  | 2.03       |
|                 | No registrados                                  | No registrados                 | 0      | 0.0        |

### Diputados
| Partido/Alianza                                 | Distritos (Mayoría) |
| ----------------------------------------------- | ------------------- |
| Partido Acción Nacional                         | 7                   |
| PRI, PVEM y Nueva Alianza                       | 9                   |
| PRD-Convergencia                                | 0                   |
| Partido Alternativa Socialdemócrata y Campesina | 0                   |
| Partido del Trabajo                             | 0                   |
| Asociación por la Democracia Colimense          | 0                   |